# CNN訴特朗普案
CNN訴特朗普案，是因為2018年11月7日有线电视新闻网（CNN）首席白宮記者吉姆·阿科斯塔在中期选举结束后的白宫记者会上和美国总统特朗普展开激烈争吵後的爭議事件的訴訟。CNN入稟美國哥倫比亞特區聯邦地區法院，控告特朗普及其數名幕僚，要求立即恢復阿科斯塔的採訪權。

## 事件過程
2018年11月7日，在中期选举结束后的白宫记者会上，阿科斯塔和特朗普展开激烈争吵。特朗普表示：“我想告诉你，有线电视新闻网自己应该为有你这样的人替他们工作感到羞耻”，“你这人粗鲁、糟糕，你不应该为CNN工作”。白宫新闻秘书莎拉·桑德斯认为，阿科斯塔“把手伸向了正在履行白宫实习生职责的年轻女子身上”。事件视频显示，阿科斯塔放低了空着的手，阻挡实习生拿走麦克风，一边说“抱歉，女士”、一边拉着她的胳膊。之后，阿科斯塔的记者证及特勤局颁发的白宫进入安全许可证被暂停，“直至另行通知”。
CNN针对事件发表声明，称这是“对阿科斯塔挑战性提问的报复”；桑德斯被指撒谎，提供“欺诈性指控，引述从未发生过的事件”。翌日，白宫发布一段被CNN认为篡改过的视频，视频和支持特朗普的Infowars阴谋论者保罗·约瑟夫·沃森所发布的视频雷同；大多数人认为视频是相对浅薄的“明显造假”，可能巧妙地被故意剪辑成展示两人短暂接触，持续时间增长，侵略性更加明显。剪辑分析师发现，视频的第13帧到第15帧出现了停滞，三帧定格在了同一个画面，阿科斯塔放低手臂的动作被压缩。沃森声称自己没有改过视频，视频取材于每日连线的GIF动图，被他增加了放大的回放画面后，重新压缩成MP4文件转发。
2018年11月16日，美国哥伦比亚特区联邦地区法院法官蒂莫西·凯利（Timothy J. Kelly）就CNN起诉特朗普及白宫官员案作出初步裁决，要求白宫暂时恢复阿科斯塔的白宫采访证。

## 另見
- 特朗普的法律訴訟列表
- 特朗普的法律問題

## 外部連結
- Text of the lawsuit（页面存档备份，存于）